# Легат Данила Николића
Легат Данила Николића је репрезентативна збирка материјалних и културних добара коју је за живота почео да формира књижевник, приповедач и романописац Данило Николић у Удружењу за културу, уметност и међународну сарадњу „Адлигат” у Београду, а коју су након његове смрти 2016. године наставиле да проширују његова ћерка Лидија Николић и унука Ана Новаковић, да би у августу 2020. године легат и званично био формиран. 

## О животу и делу Данила Николића
Данило Николић рођен је 2. фебруара 1926. године у Сплиту, где је његов отац Спасоје привремено радио као службеник Банске управе. Детињство и младост провео је на Косову и Метохији, у Витомирици код Пећи, где су се Николићи доселили 1924. године из Никшића. Школовао се у родном селу, Пећи, а потом и у Београду, где је дипломирао на Правном факултету. Као студент освојио је неколико награда за причу на разним књижевним конкурсима, због чега је 1950. године био позван да ради као сарадник у Радио Београду. У овој информативној кући провео је радни век, радећи као новинар, уредник у програмима за књижевност и културу и као уредник-драматург Драмског програма. За посебан допринос развоју новинарства добио је 1970. године Сребрну плакету Савеза новинара Југославије, која се данас налази у његовом легату, заједно са бројним другим наградама које су му за живота додељене. 
Николић је писао приповетке, романе и драме, а објавио је и неколико књига за децу. У својим делима често се враћао родној Метохији, на врло суптилан начин приповедајући о људским судбинама и сложеним међунационалним односима.
Важио је за једног од омиљених фигура међу писцима, а називали су га „тихим корачником према Нобелу“, „највећим живим класиком",„ доајеном српске књижевности” и „иноватором оданом традицији”, који је својим делима сањао о повратку у Метохију.
Преминуо је 6. фебруара 2016. године, после краће болести, а његова урна са пепелом положена је у Алеји заслужних грађана на Новом гробљу у Београду.

## О легату
Формирање легата започео је сам Данило за живота, поклонивши Удружењу неколико својих књига са потписима. Након што је преминуо 2016. године, формирање легата наставиле су његова ћерка Лидија Николић и унука Ана Новаковић. Током година, поклониле су Удружењу бројне предмете, попут Даниловог писаћег стола и столице, гарнитуре за седење, његове писаће машине, наочара и оловке. У августу 2020. године званично је потписан уговор о легату и том приликом легат је употпуњен  многобројним Даниловим књижевним наградама, уметничким делима из његовог стана, укључујући и једну слику Саве Стојкова, његовим оделом, торбом, шеширом, омиљеним џемпером и бројним другим пишчевим личним предметима.

## Фото-галерија
- Шешир и путна торба Данила Николића, део његовог легата
- Награда „Меша Селимовић" и Награда „Борисав Станковић”, део легата Данила Николића
- Повеља „Меша Селимовић" за књигу године, за роман „Јесења свила", 2002.
- Награда „Вељкова голубица" уручена Данилу Николићу 2009. године за свеукупно приповедачко дело од изузетне уметничке вредности на српском језику.
- Андрићева награда уручена Николићу за најбољу приповетку 1997. године, за збирку приповедака „Улазак у свет".
- Награда „Борисав Станковић" Данилу Николићу, за најбољу књигу прозе на српском језику у 1995. години, за роман „Краљица забаве"
- Награда „Бранко Ћопић" Данилу Николићу за књигу високе уметничке вредности објављену 1995. године, за роман „Краљица забаве".
- Сребрна плакета Данилу Николићу, уручио Савез новинара Југославије 1970. године за 25-годишњи рад у новинарству и посебан допринос
- Повеља Данилу Николићу за роман „Власници бивше среће" и избор у 10 најбољих романа написаних у периоду од 1982-1992.
- Данилу Николићу за дугогодишњи допринос програмима Радио-телевизије Београда, РТБ
- Данилу Николићу за 30 година рада у РТБ-у, 1981.
- Златни крст кнеза Лазара за укупно књижевно дело, Грачаница, 2004.